# Amborellaceae
Amborellaceae là danh pháp khoa học của một họ thực vật có hoa đặc hữu New Caledonia. Họ này chỉ chứa một loài có danh pháp Amborella trichopoda. Nó hiện tại được các nhà hệ thống học thực vật chấp nhận như là dòng dõi cơ sở nhất của thực vật hạt kín.

## Miêu tả
Loài duy nhất của họ Amborellaceae là cây bụi hay cây gỗ nhỏ vươn dài với các lá mọc hai tầng không có lá kèm. Lá đơn sắp xếp so le, thường xanh với mép lá có khía răng cưa và hơi gợn, kích thước dài khoảng 8–10 cm. Loài này là đơn tính khác gốc: mỗi hoa sinh ra cả nhị lẫn nhụy, nhưng chỉ có một trong hai kiểu (nhị hay nhụy) phát triển đầy đủ và có khả năng sinh sản tại hoa của mỗi cây, các cấu trúc của phần kia không phát triển đầy đủ. Các hoa nhỏ, kích thước 4–8 mm, mọc thành cụm hoa dạng xim ở đầu cành hay chùm hoa, mỗi hoa với bao hoa gồm các lá đài không phân dị, sắp xếp thành hình xoắn ốc, chứ không phải các vòng xoắn như ở hoa của các loài phát sinh muộn hơn. Quả là quả mọng màu đỏ, chứa một hạt dài 5–8 mm.
Họ Amborellaceae có các bộ phận sắp xếp thành xoắn ốc với số lượng không xác định (5-8 bộ phận của bao hoa), nhiều nhị hoa mà không có cuống hay chỉ nhị rõ ràng, một lượng không xác định các lá noãn tự do. Các họ thực vật có hoa khác (như thực vật hai lá mầm thật sự), thường có 2 vòng xoắn bao hoa có thể phân biệt được là đài hoa và tràng hoa, mỗi vòng xoắn này có số lượng các phần xác định rõ (4 hay 5 là phổ biến), các nhị trên chỉ nhị, và bầu nhụy phức với các lá noãn hợp nhất (quả tụ).

## Phát sinh loài

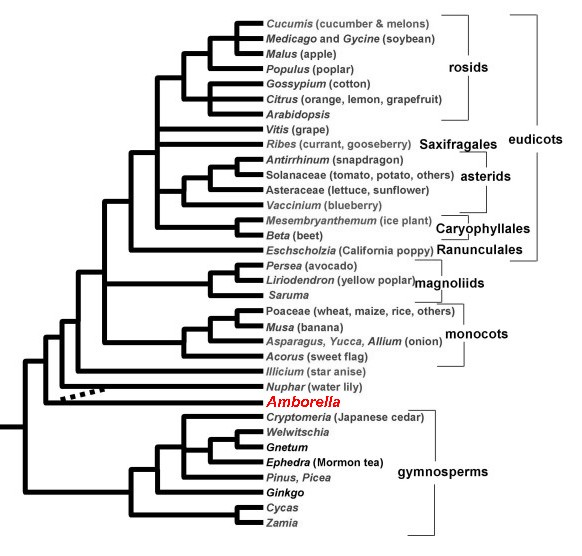
Biểu đồ chỉ ra mối quan hệ giữa Amborella của họ Amborellaceae và các thực vật hạt kín khác.

Họ này hiện tại được chấp nhận như là dòng dõi cơ sở nhất trong thực vật hạt kín. Điều này có nghĩa là Amborellaceae phát sinh sớm nhất so với mọi dòng dõi khác trong thực vật có hoa. So sánh các đặc trưng phái sinh mà mọi loài thực vật hạt kín khác chia sẻ với nhau, nhưng không với họ Amborellaceae, có thể dưa ra kết luận về những đặc trưng nào mà thực vật có hoa thời kỳ đầu có và việc chúng đã biến đổi như thế nào theo thời gian. Một trong số các ý tưởng đầu thế kỷ 20 về thực vật hạt kín "nguyên thủy", hay ít phái sinh được chấp nhận cho tới gần đây là mô hình dựa trên hoa của các loài mộc lan (Magnolia spp.) với nhiều bộ phận sắp xếp thành các xoắn ốc trên đế hoa thuôn dài thay vì một lượng nhỏ các bộ phận trong các vòng xoắn phân biệt của các hoa phái sinh muộn hơn. Tuy nhiên, các nghiên cứu hóa thạch được bảo tồn tốt của một loài được cho là thực vật hạt kín thủy sinh, Archaefructus, đã đưa ra những câu hỏi về việc đặc trưng nào có tính tổ tiên hơn.
Trong nghiên cứu để làm rõ các mối quan hệ giữa các thực vật mô hình được lập trình tự tốt và được nghiên cứu kỹ, như Arabidopsis thaliana, và các thực vật hạt kín cơ sở như Amborella, Nuphar của họ Nymphaeaceae, Illicium, thực vật một lá mầm và các thực vật hạt kín phát sinh muộn khác, như thực vật hai lá mầm thật sự, các nhà khoa học đã kiểm tra các bộ gen lạp lục và các thẻ trình tự thể hiện của các sinh vật này và các thực vật có hạt khác để tạo ra biểu đồ này. Lưu ý rằng, trong hình này, thực vật hạt kín là tất cả thực vật không có nhãn "gymnosperms" (thực vật hạt trần). Nó giả định mối quan hệ của thực vật có hạt còn sinh tồn đặt Amborella như là đơn vị phân loại chị-em với tất cả các thực vật hạt kín khác, và thể hiện thực vật hạt trần như là nhóm đơn ngành có quan hệ chị em với thực vật hạt kín, hỗ trợ cho giả thuyết rằng Amborella rẽ nhánh sớm nhất trong số tất cả thực vật hạt kín còn sinh tồn. Đường gạch rời giữa Amborella và Nuphar có nghĩa là có một số sự không chắc chắn về mối quan hệ giữa chúng (Amborellaceae và Nymphaeaceae), và chúng có tạo thành một nhánh có quan hệ chị em với số thực vật hạt kín còn lại hay không, chứ không phải một mình Amborella là nhóm đơn ngành có quan hệ chị em với toàn bộ thực vật hạt kín.

## Phân loại
Hệ thống APG II công nhận họ này, nhưng để nó tự do mà không đặt vào bộ nào do sự không chắc chắn về mối quan hệ của nó với họ Súng (Nymphaeaceae). Website của Angiosperm Phylogeny Group hiện tại gán nó vào bộ của chính nó, có danh pháp Amborellales.

### Các hệ thống cũ
Hệ thống Cronquist năm 1981, gán họ vào 
bộ Laurales
phân lớp Magnoliidae,
lớp Magnoliopsida [=thực vật hai lá mầm]
ngành Magnoliophyta [=thực vật hạt kín].
Hệ thống Thorne (1992) đặt nó vào 
bộ Magnoliales
siêu bộ Magnolianae,
phân lớp Magnoliideae [=thực vật hai lá mầm],
lớp Magnoliopsida [=thực vật hạt kín].
Hệ thống Dahlgren đặt nó vào 
bộ Laurales
siêu bộ Magnolianae
phân lớp Magnoliideae [=thực vật hai lá mầm],
lớp Magnoliopsida [=thực vật hạt kín].